# Tống Tương công
Tống Tương công (chữ Hán: 宋襄公, ? - 637 TCN), tên thật là Tử Tư Phủ (子茲甫), là vị quân chủ thứ 20 của nước Tống - chư hầu nhà Chu trong lịch sử Trung Quốc. Ông trị vì từ năm 650 TCN đến năm 637 TCN, tổng 13 năm.
Ông giúp nước Tề tranh chấp ngôi vị, bình đình nội loạn, nhiều lần tổ chức hội minh các chư hầu, can thiệp vào nước Đằng, tranh bá với nước Sở trong một thời gian, được Sử ký và Hán thư chú liệt vào một trong Ngũ Bá.

## Lên ngôi
Tống Tương công Tử Tư Phủ là con thứ của Tống Hoàn công, quân chủ thứ 19 của nước Tống. Ngoài Tử Tư Phủ, Tống Hoàn công còn có người con lớn là Tử Mục Di, tuy có tài đức hơn cả nhưng lại do vợ thứ sinh ra nên không được lập làm thế tử.
Khi Tống Hoàn công lâm bệnh, Thế tử Tư Phủ muốn nhường anh kế vị. Tống Hoàn công khen Tư Phủ, nhưng không theo lời, vẫn giữ nguyên ngôi Thế tử. Năm 651 TCN, Tống Hoàn công qua đời, Tử Tư Phủ nối ngôi, tức là Tống Tương công. Ông phong cho anh là Mục Di làm Tư mã.

## Dẹp loạn nước Tề
Năm 651 TCN, Tề Hoàn công đứng ra hội chư hầu ở Quỳ Khâu, Tống Tương công đến dự hội. Tề Hoàn công thấy mình đã già yếu, cùng Quản Trọng ủy thác Khương Chiêu cho Tống Tương công giúp đỡ.
Năm 643 TCN, Tề Hoàn công qua đời, các công tử tranh giành ngôi vua. Công tử trưởng Vô Khuy tự lập làm vua, thế tử Chiêu chạy sang nước Tống xin giúp. Tống Tương công nghe tin, bèn hội chư hầu các nước Vệ, Tào và Chu tiến vào nước Tề hợp sức với lực lượng của người Tề để dẹp loạn. Quân Tống đánh bại quân Tề Vô Khuy, Vô Khuy bị giết. Tống Tương công lập thế tử Chiêu làm vua, tức là Tề Hiếu công.
Sự kiện này đã khiến chư hầu liệt Tống Tương công vào hàng Bá, tức người thứ hai trong Ngũ Bá nhưng cũng khiến Tương công ảo tưởng về sức mạnh của nước Tống vốn thực chất không phải một chư hầu lớn mạnh như Tề hay Sở.

## Tranh bá với nước Sở

### Bị Sở vương lừa bắt
Sau khi đưa Tề Hiếu công lên ngôi, Tống Tương công tự cho là có công lao lớn, muốn thay Tề Hoàn công làm bá chủ.
Năm 641 TCN, Tống Tương công tổ chức hội chư hầu, gồm các nước Tống, Châu, Tào tại Tào Nam. Đằng Tuyên công vốn nhiều lần không dự với Tề Hoàn công, lần này cũng không theo lệnh Tống Tương công. Tống Tương công bèn mang quân đánh nước Đằng, bắt giam Đằng Tuyên công. Thấy vua nước Tắng không theo lệnh, Tống Tương công sai Châu Văn công giết vua nước Tắng để lấy máu tế thần. Dù có lời khuyên can nhưng Tương công không nghe theo.
Hành động của Tống Tương công khiến nước Tào cũng bất bình, Tào Cung công bỏ không thần phục Tống. Tống Tương công bèn mang quân vây nước Tào nhưng không thắng được.
Năm 639 TCN, Tống Tương công lại muốn tổ chức hội chư hầu. Tống Tương công muốn nhờ sức nước Sở để hiệu triệu chư hầu, bèn nhờ cậy Sở Thành vương. Sở Thành vương giả vờ nhận lời. Tang Văn Trọng và công tử Mục Di khuyên ông không nên vì nước Tống không đủ mạnh, nhưng ông không nghe theo. Tống Tương công mời nước Sở, Sở Thành vương nhận lời.
Mùa thu năm 639 TCN, Tống Tương công đến đất Vu để hội chư hầu cùng nước Sở. Khi ra hội, các nước Sái, Trịnh, Tào, Trần, Hứa đều sợ nước Sở mạnh nên ngả theo Sở Thành vương. Sở Thành vương bèn đặt phục binh, chờ Tống Tương công đến liền bắt giữ rồi đem quân đánh Tống.
Nước Tống tạm lập Công tử Mục Di lên làm vua để giữ nước. Mùa đông năm 639 TCN, Sở Thành vương mời Lỗ Hi công đến hội minh ở đất Bạc. Lỗ Hi công xin Sở Thành vương thả Tống Tương công về. Sở Thành vương nghe theo.

### Bại trận
Tuy bị bắt một lần nhưng tham vọng bá chủ của Tống Tương công không dừng lại. Mùa hạ năm 638 TCN, Tống Tương công muốn báo thù nước Sở, lại hội binh với các nước Vệ, Hứa, Đằng đánh Trịnh là nước cùng phe với Sở. Trịnh Văn công cầu cứu Sở. Sở Thành vương mang quân cứu, hai bên giáp trận ở trận Hoằng Thủy.
Khi Tống Tương công bày trận xong thì quân Sở vẫn chưa sang sông hết. Tư Mã là Cố khuyên Tương công đánh ngay vì quân Sở đông hơn. Ông không nghe theo, cho rằng đánh trận cần đàng hoàng không dùng thủ đoạn. Khi quân Sở qua sông xong chưa kịp bày trận, Tư mã Cố lại khuyên nên đánh, nhưng ông vẫn không nghe theo. Khi quân Sở bày trận xong xông tới giáp chiến rất mạnh mẽ, quân Tống không chống nổi, bị thua tan tác, chết rất nhiều. Bản thân Tống Tương công bị thương ở đùi.
Cùng năm đó, Công tử Trùng Nhĩ nước Tấn đến Tống, Tương công dùng lễ tiếp đãi, tặng Trùng Nhĩ 20 xe ngựa.

## Qua đời
Năm 637 TCN, Tề Hiếu công (người được Tống Tương công cưu mang và lập làm vua Tề) mang quân lấn nước Tống, vây hãm đất Mân vì cớ nước Tống không tham dự hội thề ở nước Tề. Lúc đó, Tống Tương công còn nằm bệnh vì vết thương trong trận đánh với quân Sở. Tháng 5 năm đó, ông không qua khỏi và mất.
Tống Tương công ở ngôi 14 năm. Con trai ông là Tử Vương Thần lên nối ngôi quốc quân, tức Tống Thành công.